# La matança de Texas
La matança de Texas (anglès: The Texas Chain Saw Massacre) és una pel·lícula estatunidenca dirigida per Tobe Hooper, estrenada el 1974. Ha estat subtitulada al català.

## Argument
Joves i despreocupats, cinc amics, Sally, el seu germà discapacitat Franklin, Jerry, Kirk i Pam, travessen Texas a bord d'un minibús. S'adonen ben de pressa que han entrat en un territori estrany i malsà, en la imatge d'un vagabund que han agafat fent autostop, un ésser viciós amb obsessions mòrbides. Aquest no triga a convertir-se en amenaçador. Però els cinc amics aconsegueixen desfer-se'n. Poc temps després, es paren per fer benzina en una estació de servei. Estant els dipòsits buits, segueixen cap a la casa d'infantesa de Sally i Franklin. Quan estan a punt de banyar-se, Kirk i Pam, veuen una vella granja aïllada al voltant i decideixen aventurar-s'hi per tal de comprar benzina als propietaris. Quan intenten penetrar a l'interior, un carnisser emmascarat sorgeix i els massacra. Jerry, que ha anat a buscar-los, té la mateixa sort. No queden llavors més que dos supervivents, i la nit comença a caure. L'horrible terror s'hi abatrà, ja que, després d'un atac sever, l'última supervivent, Sally (Marilyn Burns), descobrirà el major excés de bogeria que pot existir.

## Repartiment
- Marilyn Burns: Sally Hardesty
- Paul A. Partain: Franklin Hardesty
- Allen Danziger: Jerry
- William Vail: Kirk
- Teri McMinn: Pam
- Edwin Neal: l'autoestopista (Nubbins Sawyer)
- Jim Siedow: el vell (Drayton Sawyer)
- Gunnar Hansen: Leatherface (Bubba Sawyer)
- John Dugan: l'avi (Avi Sawyer)

## Al voltant de la pel·lícula
- És famosa per haver estat molt de temps censurada, per al seu rodatge èpic, però igualment per a la seva increïble realització, audaç i encara rarament igualada en el gènere. Aquesta pel·lícula ha obtingut el premi de la crítica al Festival internacional de cinema fantàstic d'Avoriaz 1976. Censurada, la pel·lícula es va estrenar a Finlàndia el novembre de 1996 i al Regne Unit l'abril 1999. La comissió de control prohibeix també l'estrena d'aquesta pel·lícula a França després d'una setmana d'explotació en sales el 1974 i no és fins al maig 1982 que s'aixeca la prohibició, la pel·lícula es va estrenar en la seva versió integral vuit anys després de la seva realització amb una prohibició als menors de 18 anys. Els britànics hauran d'esperar prop d'un quart de segle abans de poder veure  Texas Chainsaw Massacre: The Shocking Truth  a la pantalla gran. El British Board of Film Classification va autoritzar finalment la difusió de la pel·lícula, que continua prohibida als menors de 18 anys.
- El personatge de Leatherface s'inspirat en Ed Gein,[3] un profanador de tombes i assassí de dones, de Plainfield a Wisconsin el 1957. Quan Gein va ser finalment capturat, les restes de quinze dones van ser trobades a seva casa.
- «Era l'època del Watergate. Una època en què em començava a dir que potser aquesta gent a la televisió no deien la veritat. Crec que estava desil·lusionat. I els joves del meu cercle estaven o bé desil·lusionats o bé determinats a fer canviar les coses. Era una època estranya. La pel·lícula ha esdevingut una metàfora cinematogràfica de la conjuntura de l'època. Heus aquí en la meva opinió el propòsit de  Texas Chainsaw Massacre . » (Tobe Hooper)
- El rodatge s'ha desenvolupat a Austin, Bastrop i Round Rock, a Texas.
- El títol Chainsaw del primer àlbum (1976) del grup The Ramones fa referència a aquesta pel·lícula.
- El director Tobe Hooper ha explicat en una entrevista que la raó per a la qual, ha escollit la trepadora abans que altra cosa és que el soroll de l'artefacte reemplaçava qualsevol música de terror durant les escenes i, per tant, un guany de diners.[4] En una entrevista a Mad Movies, l'octubre de 2010, Tobe Hopper precisa que, per tal de reforçar l'aspecte de cinema-veritat, documental, les trepadores funcionaven de veritat en el rodatge, per tal d'obtenir un so el més proper possible a la realitat. Només es va haver de lamentar una sola ferida durant el rodatge (l'actor que interpretava Leatherface).
- El títol de la pel·lícula va ser escollit algunes setmanes abans de la seva sortida a sales.
- Marilyn Burns reprendrà el seu paper en el quart episodi de la saga però amb un caméo.

## Continuacions
- The Texas Chainsaw Massacre 2  de Tobe Hooper (1986)
- The Texas Chainsaw Massacre 3 de Jeff Burr (1990)
- The Texas Chainsaw Massacre 4 de Kim Henkel (1994)
- The Texas Chainsaw Massacre 3D de John Luessenhop (2012)

## Remake
- The Texas Chainsaw Massacre  de Marcus Nispel (2003)

## Premis
- Premi de la crítica al Festival internacional de cinema fantàstic d'Avoriaz 1976